# Fritjof Kjellberg
Anton Fritjof Kjellberg, född 28 augusti 1901 i Uppsala, död 15 november 1980 i Nacka, var en svensk pianist och musikpedagog.
Fritjof Kjellberg var son till Lennart Kjellberg. Efter att ha avlagt studentexamen i Uppsala 1920, studerade han i pianistklassen vid Musikkonservatoriet i Stockholm och därefter för Georg Bertram och Leonid Kreutzer i Berlin. Som pianist debuterade han med en egen konsert i Köpenhamn 1924 och i Stockholm 1925. Efter att 1930 som solist i Stockholms konsertförening ha framfört Edvin Kallstenius pianokonsert verkade han som främjare av modern svensk tonkonst. Bland annat medverkade han som solist i Musikfrämjandets instruktiva musikserier och företog turnéer såväl i Sverige som i övriga Norden. Han framträdde även i radio både som solist och ackompanjatör. Kjellberg verkade även som musikpedagog. 1926 utexaminerades han som musiklärare från Richard Anderssons musikskola, där han 1931 blev överlärare. 1934 erhöll han samma befattning vid Lundholms Musikinstitut i Stockholm. När Svenska pianolärareförbundet bildades 1937, blev Kjellberg dess sekreterare, och 1943 blev han förbundets ordförande. 1942 blev han ordförande i Sveriges musikpedagogers riksförbund. Kjellberg är begravd på Uppsala gamla kyrkogård.